# Хидрография
Хидрографията е дял от приложните науки, който се занимава с измерването и описването на физическите характеристики на океаните, моретата, езерата и реките, както и с предсказването на промени у тях, с цел безопасност на корабоплаването и поддръжка на всички морски дейности, включително икономическо развитие, сигурност, отбрана, научни изследвания и опазване на околната среда.

## История
Преди основаването на хидрографските организации, капитаните били отговорни за снабдяването с морски диаграми. Това означава, че често корабите плавали с неадекватна информация за безопасно навигиране и че при откриването на нови води често информацията не стигала до всички, които се нуждаели от нея.
Произхода на хидрографията лежи в направата на помощни диаграми за корабна навигация от отделни моряци, които плавали в непознати води. Диаграмите обикновено били частна собственост, понякога съдържащи тайни, на хора, които ги използвали за комерсиални или военни изгоди. С разрастването на трансокеанската търговия хидрографските проучвания започват да се провеждат редовно, а изследванията все повече правят от правителствата и специални хидрографски служби. Националните организации, особено военноморските сили, осъзнават, че събирането, систематизирането и разпространението на тези знания дават големи организационни и военни преимущества. Така се раждат специалните национални хидрографски организации за събиране, организация и разпространение на хидрографска информация, включвана в диаграми и плавателни инструкции. Хидрографските изследвания в Западна Европа започват към края на XVII и началото на XVIII век. През 1805 г. контраадмирал Франсис Бофорт създава едноименната скала, а по-късно въвежда и първите официални приливни таблици.

## Общ преглед
Едромащабната хидрография обикновено се предприема от национални или международни организации, които спонсорират събирането на данни чрез точни изследвания и публикуват диаграми и описващи документи за навигационни цели. Океанографията частично възниква вследствие на хидрографията. В много отношения данните са взаимозаменяеми, но все пак морските хидрографски данни се използват специално за морска навигация. Морските изследвания за ресурси, особено въглеводороди, представляват значителна част от приложенията на хидрографията.
Хидрографските измервания включват приливи и отливи, океански течения, информация за вълните и измервания на океанското дъно, с акцент върху тези географски особености, които могат да представляват опасност за корабоплаването (например скали, рифове, плитчини и други). Дънните изследвания включват събирането на дънна флора и фауна, тъй като те имат отношение към ефективното закотвяне. За разлика от океанографията, хидрографията включва още характеристики на бреговете – естествени и създадени от човека, които биха помогнали на корабната навигация. Следователно хидрографските изследвания могат да включват точното местоположение на скали, планини, фарове и кули, които биха помогнали за определянето на позицията на плавателния съд.
Поради причини за сигурност, хидрографията е приела редица конвенции, които засягат изразяването на данните на морските диаграми. Например, хидрографските диаграми се проектират така, че да изобразяват това, което е безопасно за корабоплаване и затова обикновено показват най-малката възможна дълбочина, а понякога пренебрегват реалната подводна топография, която се описва чрез батиметрични диаграми. Докато първите диаграми служат на моряците за да избегнат инциденти, вторите диаграми служат на учените за изследвания с реални числа. С времето разликите между двата вида диаграми постепенно се размиват. В днешно време морските изследвания често събират различни данни едновременно, така че едни и същи данни да могат да бъдат използвани едновременно за хидрографски и батиметрични изображения.
Въпреки че хидрографските данни в някои части на света са достатъчно за да изобразяват детайлно релефа на дъното, те показват дълбочинна информация по отношение на безопасното корабоплаване и не следва да се считат за продукт, който точно изобразява формата на дъното. Рядкостта на точната дълбочинна информация също засяга безопасната навигация. В изолирани райони единствената дълбочинна информация е събрана чрез оловни пръти. Този метод включва спускането на оловни пръти от плавателен съд до дъното на определени времеви интервали. Няма данни за дълбочината между две измервания.
Измерванията на теченията включват информация за коритото на течението, анализ на водата и заобикалящата суша. Хидрографията за водосборните басейни обръща специално внимание на реките и питейната вода. Все пак, ако данните не служат за корабоплавателно ползване, а за научно ползване, тогава става дума за хидрология.
Хидрографията на реки и потоци е важна част от управлението на водите. Използват се ръчни и брегово монтирани устройства, за да се отчете дебита на водата през даден отрязък.